# Wereldbeker veldrijden 2018-2019
De wereldbeker veldrijden 2018-2019 was het 26ste seizoen van het regelmatigheidscriterium in het veldrijden. De wereldbeker werd georganiseerd door de Internationale Wielerunie (UCI) en kan gezien worden als het belangrijkste regelmatigheidscriterium in het veldrijden. Het is tevens de meest internationale. 
De wereldbeker telde in het seizoen 2018-2019 negen crossen, met de toevoeging van de veldritten in Bern, Zwitserland en Pontchâteau, Frankrijk. Ook de cyclocross in Tábor stond opnieuw op het programma. De meerderheid van de crossen werden georganiseerd in Europa, maar er waren ook twee crossen in de Verenigde Staten. 
Dit seizoen won Toon Aerts twee van de negen crossen en pakte zo zijn eerste eindoverwinning in de wereldbeker. Bij de vrouwen veroverde Marianne Vos haar eerst eindoverwinning.
De wereldbeker bestond uit de volgende categorieën:
- Mannen elite: 23 jaar en ouder
- Vrouwen elite: 17 jaar en ouder
- Mannen beloften: 19 t/m 22 jaar
- Jongens junioren: 17 t/m 18 jaar

Voor de vrouwen onder 23 jaar was geen aparte categorie. Zij namen deel aan de vrouwen elite categorie. Er werd wel een wereldbekerklassement opgemaakt voor de vrouwen onder 23 jaar.

## Puntenverdeling
De top vijftig van de categorieën mannen en vrouwen elite ontvingen punten aan de hand van de volgende tabel:
| Positie | 1  | 2  | 3  | 4  | 5  | 6  | 7  | 8  | 9  | 10 | 11 | 12 | 13 | 14 | 15 | 16 | 17 | 18 | 19 | 20 | 21 | 22 | 23 | 24 | 25 |
| Punten  | 80 | 70 | 65 | 60 | 55 | 50 | 48 | 46 | 44 | 42 | 40 | 39 | 38 | 37 | 36 | 35 | 34 | 33 | 32 | 31 | 30 | 29 | 28 | 27 | 26 |
|         |    |    |    |    |    |    |    |    |    |    |    |    |    |    |    |    |    |    |    |    |    |    |    |    |    |
| Positie | 26 | 27 | 28 | 29 | 30 | 31 | 32 | 33 | 34 | 35 | 36 | 37 | 38 | 39 | 40 | 41 | 42 | 43 | 44 | 45 | 46 | 47 | 48 | 49 | 50 |
| Punten  | 25 | 24 | 23 | 22 | 21 | 20 | 19 | 18 | 17 | 16 | 15 | 14 | 13 | 12 | 11 | 10 | 9  | 8  | 7  | 6  | 5  | 4  | 3  | 2  | 1  |

## Mannen elite

### Kalender en podia
| Datum      | Locatie                              | Eerste               | Tweede                 | Derde                  | Leider in het klassement |
| ---------- | ------------------------------------ | -------------------- | ---------------------- | ---------------------- | ------------------------ |
| 23/09/2018 | Wereldbeker Waterloo, Waterloo       | Toon Aerts           | Wout van Aert          | Laurens Sweeck         | Toon Aerts               |
| 29/09/2018 | Jingle Cross, Iowa City              | Toon Aerts           | Wout van Aert          | Michael Vanthourenhout | Toon Aerts               |
| 21/10/2018 | Wereldbeker Bern, Bern               | Mathieu van der Poel | Wout van Aert          | Toon Aerts             | Toon Aerts               |
| 17/11/2018 | Cyclocross Tábor, Tábor              | Mathieu van der Poel | Michael Vanthourenhout | Lars van der Haar      | Toon Aerts               |
| 25/11/2018 | Duinencross, Koksijde                | Mathieu van der Poel | Wout van Aert          | Toon Aerts             | Toon Aerts               |
| 23/12/2018 | Citadelcross, Namen                  | Mathieu van der Poel | Wout van Aert          | Toon Aerts             | Toon Aerts               |
| 26/12/2018 | GP Eric De Vlaeminck, Heusden-Zolder | Mathieu van der Poel | Wout van Aert          | Joris Nieuwenhuis      | Toon Aerts               |
| 20/01/2019 | Cyclocross Pontchâteau, Pontchâteau  | Wout van Aert        | Toon Aerts             | Michael Vanthourenhout | Wout van Aert            |
| 27/01/2019 | GP Adrie van der Poel, Hoogerheide   | Mathieu van der Poel | Toon Aerts             | Wout van Aert          | Toon Aerts               |

### Eindstand
| Pos. | Renner                 | Team                           | WAT | IOW | BER | TÁB | KOK | NAM | HEU | PON | HOO | Punten |
| ---- | ---------------------- | ------------------------------ | --- | --- | --- | --- | --- | --- | --- | --- | --- | ------ |
| 1    | Toon Aerts             | Telenet-Fidea Lions            | 1   | 1   | 3   | 4   | 3   | 3   | 4   | 2   | 2   | 615    |
| 2    | Wout van Aert          | Cibel-Cebon Offroad Team       | 2   | 2   | 2   | 7   | 2   | 2   | 2   | 1   | 3   | 613    |
| 3    | Mathieu van der Poel   | Corendon-Circus                | –   | –   | 1   | 1   | 1   | 1   | 1   | –   | 1   | 480    |
| 4    | Corné van Kessel       | Telenet-Fidea Lions            | 6   | 5   | 7   | 12  | 5   | 6   | 9   | 9   | 4   | 445    |
| 5    | Quinten Hermans        | Telenet-Fidea Lions            | 4   | 4   | 5   | 5   | 17  | 13  | 6   | 13  | 7   | 438    |
| 6    | Lars van der Haar      | Telenet-Fidea Lions            | 9   | 6   | 15  | 3   | 4   | 10  | 8   | 4   | 8   | 436    |
| 7    | Laurens Sweeck         | Pauwels Sauzen-Vastgoedservice | 3   | 9   | 18  | 9   | 6   | 8   | 5   | 6   | 13  | 425    |
| 8    | Michael Vanthourenhout | Marlux-Bingoal                 | –   | 3   | 4   | 2   | 8   | 5   | 13  | 3   | –   | 399    |
| 9    | Daan Soete             | Pauwels Sauzen-Vastgoedservice | 5   | 10  | 6   | 10  | 7   | 14  | 10  | 17  | 25  | 376    |
| 10   | Kevin Pauwels          | Marlux-Bingoal                 | 12  | 7   | 16  | 6   | 10  | 12  | 15  | 8   | 19  | 367    |

## Vrouwen elite

### Kalender en podia
| Datum      | Locatie                              | Eerste         | Tweede            | Derde               | Leidster in het klassement |
| ---------- | ------------------------------------ | -------------- | ----------------- | ------------------- | -------------------------- |
| 23/09/2018 | Wereldbeker Waterloo, Waterloo       | Marianne Vos   | Ellen Noble       | Kateřina Nash       | Marianne Vos               |
| 29/09/2018 | Jingle Cross, Iowa City              | Kaitlin Keough | Evie Richards     | Marianne Vos        | Marianne Vos               |
| 21/10/2018 | Wereldbeker Bern, Bern               | Marianne Vos   | Annemarie Worst   | Katherine Compton   | Marianne Vos               |
| 17/11/2018 | Cyclocross Tábor,Tábor               | Lucinda Brand  | Annemarie Worst   | Alice Maria Arzuffi | Marianne Vos               |
| 25/11/2018 | Duinencross, Koksijde                | Denise Betsema | Nikki Brammeier   | Annemarie Worst     | Marianne Vos               |
| 23/12/2018 | Citadelcross, Namen                  | Lucinda Brand  | Marianne Vos      | Annemarie Worst     | Marianne Vos               |
| 26/12/2018 | GP Eric De Vlaeminck, Heusden-Zolder | Marianne Vos   | Lucinda Brand     | Sanne Cant          | Marianne Vos               |
| 20/01/2019 | Cyclocross Pontchâteau, Pontchâteau  | Marianne Vos   | Denise Betsema    | Maud Kaptheijns     | Marianne Vos               |
| 27/01/2019 | GP Adrie van der Poel, Hoogerheide   | Lucinda Brand  | Katherine Compton | Marianne Vos        | Marianne Vos               |

### Eindstand
| Pos. | Renster                    | Team                            | WAT | IOW | BER | TÁB | KOK | NAM | HEU | PON | HOO | Punten |
| ---- | -------------------------- | ------------------------------- | --- | --- | --- | --- | --- | --- | --- | --- | --- | ------ |
| 1    | Marianne Vos               | Waowdeals Pro Cycling / CCC-Liv | 1   | 3   | 1   | –   | 12  | 2   | 1   | 1   | 3   | 559    |
| 2    | Sanne Cant                 | Corendon-Circus                 | 10  | 5   | 4   | 6   | 7   | 13  | 3   | –   | 4   | 418    |
| 3    | Annemarie Worst            | Steylaerts - 777                | –   | –   | 2   | 2   | 3   | 3   | 9   | 7   | 13  | 400    |
| 4    | Kaitlin Keough             | Cannondale–Cyclocrossworld.com  | 19  | 1   | 10  | 21  | 21  | 8   | 17  | 11  | 6   | 384    |
| 5    | Denise Betsema             | Marlux-Bingoal                  | –   | –   | 13  | 5   | 1   | 7   | 12  | 2   | 7   | 378    |
| 6    | Loes Sels                  | Pauwels Sauzen-Vastgoedservice  | 5   | 10  | 17  | 25  | 11  | 10  | 6   | 19  | 19  | 367    |
| 7    | Ceylin del Carmen Alvarado | Corendon-Circus                 | –   | –   | 5   | 7   | 4   | 9   | 4   | 4   | 21  | 357    |
| 8    | Katherine Compton          | Trek Cyclocross Collective      | –   | 15  | 3   | 11  | 13  | 31  | 13  | 10  | 2   | 349    |
| 9    | Eva Lechner                | Creafin-Tüv Süd                 | 16  | 6   | 9   | 19  | 27  | 6   | 10  | 15  | 16  | 348    |
| 10   | Ellen Van Loy              | Telenet-Fidea Lions             | 6   | 11  | 7   | 4   | 8   | –   | 29  | 5   | 25  | 347    |

## Mannen beloften

### Kalender en podia
| Datum      | Locatie                              | Eerste      | Tweede               | Derde           | Leider in het klassement |
| ---------- | ------------------------------------ | ----------- | -------------------- | --------------- | ------------------------ |
| 21/10/2018 | Wereldbeker Bern, Bern               | Eli Iserbyt | Eddy Finé            | Antoine Benoist | Eli Iserbyt              |
| 17/11/2018 | Cyclocross Tábor,Tábor               | Tom Pidcock | Jakob Dorigoni       | Antoine Benoist | Tom Pidcock              |
| 25/11/2018 | Duinencross, Koksijde                | Tom Pidcock | Antoine Benoist      | Jens Dekker     | Tom Pidcock              |
| 23/12/2018 | Citadelcross, Namen                  | Tom Pidcock | Eli Iserbyt          | Jakob Dorigoni  | Tom Pidcock              |
| 26/12/2018 | GP Eric De Vlaeminck, Heusden-Zolder | Eli Iserbyt | Maik van der Heijden | Timo Kielich    | Tom Pidcock              |
| 20/01/2019 | Cyclocross Pontchâteau, Pontchâteau  | Tom Pidcock | Antoine Benoist      | Jakob Dorigoni  | Tom Pidcock              |
| 27/01/2019 | GP Adrie van der Poel, Hoogerheide   | Eli Iserbyt | Antoine Benoist      | Ben Turner      | Tom Pidcock              |

### Eindstand
| Pos. | Renner               | BER  | TÁB   | KOK   | NAM  | HEU  | PON | HOO  | Points |
| ---- | -------------------- | ---- | ----- | ----- | ---- | ---- | --- | ---- | ------ |
| 1    | Tom Pidcock          | (4)  | 1     | 1     | 1    | –    | 1   | –    | 240    |
| 2    | Eli Iserbyt          | 1    | (DNS) | (6)   | 3    | 1    | (5) | 1    | 225    |
| 3    | Antoine Benoist      | 3    | (3)   | 2     | (4)  | –    | 2   | 2    | 195    |
| 4    | Jakob Dorigoni       | (12) | 2     | (15)  | 2    | (6)  | 3   | 4    | 185    |
| 5    | Eddy Finé            | 2    | 10    | (12)  | 5    | (20) | 8   | (17) | 133    |
| 6    | Niels Vandeputte     | 8    | 4     | 7     | (34) | (14) | –   | 5    | 129    |
| 7    | Maik van der Heijden | 5    | 14    | (DSQ) | (24) | 2    | 10  | (22) | 124    |
| 8    | Ben Turner           | –    | –     | 4     | 9    | 27   | –   | 3    | 113    |
| 9    | Lander Loockx        | 7    | 7     | (DNF) | (14) | (10) | 9   | 8    | 106    |
| 10   | Loris Rouiller       | (22) | 11    | (22)  | 7    | 8    | –   | 6    | 104    |

NB: Alleen de 4 beste resultaten van elke renner werden in aanmerking genomen voor het eindklassement van de wereldbeker (zie tussen haakjes de resultaten die niet zijn meegerekend voor het eindklassement).

## Vrouwen beloften
Hoewel ze deelnamen aan dezelfde races als de Elite-categorie, hadden de vrouwen beloften wel hun eigen algemeen klassement.

### Eindstand
De stand van de vrouwen beloften werd opgemaakt aan de hand van de behaalde punten/resultaten in de vrouwen elite categorie. Er werd voor de wereldbekerpunten geen geschoonde ranglijst opgemaakt. De onderstaand vermelde uitslagen, zijn de behaalde uitslagen in de elitewedstrijd. 
| Pos. | Renster                    | Team                | WAT | IOW | BER | TÁB | KOK | NAM | HEU | PON | HOO | Punten |
| ---- | -------------------------- | ------------------- | --- | --- | --- | --- | --- | --- | --- | --- | --- | ------ |
| 1    | Ceylin del Carmen Alvarado | Corendon-Circus     | –   | –   | 5   | 7   | 4   | 9   | 4   | 4   | 21  | 357    |
| 2    | Fleur Nagengast            | Telenet-Fidea Lions | 11  | 17  | 26  | 14  | 10  | 16  | 15  | 8   | 23  | 323    |
| 3    | Inge van der Heijden       | CCC-Liv             | 9   | 20  | 27  | 17  | 17  | 27  | 8   | 9   | 31  | 301    |
| 4    | Manon Bakker               |                     | 23  | 30  | 16  | 29  | 33  | 30  | 24  | 20  | 35  | 219    |
| 5    | Evie Richards              | Trek Factory        | 4   | 2   | –   | 15  | 9   | DNS | DNS | –   | –   | 210    |
| 6    | Clara Honsinger            |                     | 14  | 19  | –   | 28  | 32  | –   | –   | 23  | 19  | 171    |
| 7    | Marion Norbert-Riberolle   |                     | –   | –   | 30  | 30  | 37  | 19  | 18  | 30  | 28  | 165    |
| 8    | Jana Czeczinkarová         |                     | –   | –   | 34  | 16  | –   | 28  | 14  | DNS | 50  | 113    |
| 9    | Marthe Truyen              | Telenet-Fidea Lions | –   | –   | 32  | 35  | 30  | –   | 35  | 22  | 40  | 112    |
| 10   | Nicole Koller              | Moebel Maerki       | –   | –   | 22  | –   | –   | 22  | 20  | –   | –   | 89     |

## Jongens junioren

### Kalender en podia
| Datum      | Locatie                              | Eerste         | Tweede              | Derde               | Leider in het klassement |
| ---------- | ------------------------------------ | -------------- | ------------------- | ------------------- | ------------------------ |
| 21/10/2018 | Wereldbeker Bern, Bern               | Witse Meeussen | Luke Verburg        | Tomas Jezek         | Witse Meeussen           |
| 17/11/2018 | Cyclocross Tábor,Tábor               | Witse Meeussen | Thibau Nys          | Tom Lindner         | Witse Meeussen           |
| 25/11/2018 | Duinencross, Koksijde                | Pim Ronhaar    | Witse Meeussen      | Tom Lindner         | Witse Meeussen           |
| 23/12/2018 | Citadelcross, Namen                  | Ryan Cortjens  | Ben Tulett          | Witse Meeussen      | Witse Meeussen           |
| 26/12/2018 | GP Eric De Vlaeminck, Heusden-Zolder | Ryan Cortjens  | Luke Verburg        | Lewis Askey         | Witse Meeussen           |
| 20/01/2019 | Cyclocross Pontchâteau, Pontchâteau  | Thibau Nys     | Witse Meeussen      | Carlos Canal Blanco | Witse Meeussen           |
| 27/01/2019 | GP Adrie van der Poel, Hoogerheide   | Witse Meeussen | Carlos Canal Blanco | Lennert Belmans     | Witse Meeussen           |

### Eindstand
| Pos. | Renner          | BER  | TÁB  | KOK  | NAM  | HEU | PON  | HOO   | Punten |
| ---- | --------------- | ---- | ---- | ---- | ---- | --- | ---- | ----- | ------ |
| 1    | Witse Meeussen  | 1    | 1    | 2    | (3)  | (7) | (2)  | 1     | 230    |
| 2    | Ryan Cortjens   | (25) | (26) | 10   | 1    | 1   | (29) | 4     | 182    |
| 3    | Thibau Nys      | (18) | 2    | 7    | (17) | 4   | 1    | (DNF) | 178    |
| 4    | Luke Verburg    | 2    | (21) | (20) | 7    | 2   | 5    | (12)  | 163    |
| 5    | Tom Lindner     | (39) | 3    | 3    | (36) | 9   | –    | 5     | 149    |
| 6    | Pim Ronhaar     | 5    | 10   | 1    | –    | –   | –    | 7     | 145    |
| 7    | Jan Zatloukal   | (23) | 7    | –    | 5    | 6   | –    | 8     | 119    |
| 8    | Wout Vervoort   | (16) | 10   | 6    | 6    | 10  | –    | –     | 104    |
| 9    | Jakub Toupalik  | 11   | 4    | 8    | (18) | 16  | (25) | –     | 101    |
| 10   | Lennert Belmans | –    | –    | 17   | (24) | 18  | 7    | 3     | 100    |

NB: Alleen de 4 beste resultaten van elke renner worden in aanmerking genomen voor het eindklassement van de wereldbeker (zie tussen haakjes de resultaten die niet zijn meegerekend voor het eindklassement).

## Reglementen

### Registratie deadlines deelnemers
In onderstaande tabel staan de registratie deadlines voor het inschrijven van deelnemers.
| Datum    | Datum      | Locatie                              | Categorieën | Categorieën | Categorieën | Categorieën | Registratie opening | Registratie deadline | Inschrijflijst publicatie |
| Datum    | Datum      | Locatie                              | ME          | WE          | MU          | MJ          | Registratie opening | Registratie deadline | Inschrijflijst publicatie |
| -------- | ---------- | ------------------------------------ | ----------- | ----------- | ----------- | ----------- | ------------------- | -------------------- | ------------------------- |
| Zondag   | 23/09/2018 | Wereldbeker Waterloo, Waterloo       | X           | X           |             |             | Do. 13/09/2018      | Ma. 17/09/2018       | Di. 18/09/2018            |
| Zaterdag | 29/09/2018 | Jingle Cross, Iowa City              | X           | X           |             |             | Do. 13/09/2018      | Ma. 24/09/2018       | Di. 25/09/2018            |
| Zondag   | 21/10/2018 | Wereldbeker Bern, Bern               | X           | X           | X           | X           | Do. 11/10/2018      | Ma. 15/10/2018       | Di. 16/10/2018            |
| Zaterdag | 17/11/2018 | Cyclocross Tábor, Tábor              | X           | X           | X           | X           | Do. 08/11/2018      | Ma. 12/11/2018       | Di. 13/11/2018            |
| Zondag   | 25/11/2018 | Duinencross, Koksijde                | X           | X           | X           | X           | Do. 15/11/2018      | Ma. 19/11/2018       | Di. 20/11/2018            |
| Zondag   | 23/12/2018 | Citadelcross, Namen                  | X           | X           | X           | X           | Do. 13/12/2018      | Ma. 17/12/2018       | Di. 18/12/2018            |
| Woensdag | 26/12/2018 | GP Eric De Vlaeminck, Heusden-Zolder | X           | X           | X           | X           | Do. 13/12/2018      | Do. 20/12/2018       | Vr. 21/12/2018            |
| Zondag   | 20/01/2019 | Cyclocross Pontchâteau, Pontchâteau  | X           | X           | X           | X           | Do. 10/01/2019      | Ma. 14/01/2019       | Di. 15/01/2019            |
| Zondag   | 27/01/2019 | GP Adrie van der Poel, Hoogerheide   | X           | X           | X           | X           | Do. 17/01/2019      | Ma. 21/01/2019       | Di. 22/01/2019            |

## Prijzengeld
In onderstaande tabel volgt de verdeling van het prijzengeld per categorie.
| Pos.   | Per cross    | Per cross     | Per cross  | Per cross       | Algemeen klassement | Algemeen klassement |
| Pos.   | Mannen elite | Vrouwen elite | Mannen U23 | Mannen junioren | Mannen elite        | Vrouwen elite       |
| ------ | ------------ | ------------- | ---------- | --------------- | ------------------- | ------------------- |
| 1.     | € 5.000      | € 2.000       | € 175      | € 150           | € 30.000            | € 30.000            |
| 2.     | € 3.500      | € 1.500       | € 120      | € 100           | € 20.000            | € 20.000            |
| 3.     | € 3.000      | € 1.000       | € 90       | € 70            | € 16.000            | € 16.000            |
| 4.     | € 2.700      | € 800         | € 70       | € 60            | € 14.000            | € 14.000            |
| 5.     | € 2.500      | € 600         | € 60       | € 50            | € 12.000            | € 12.000            |
| 6.     | € 2.000      | € 450         | € 50       | € 50            | € 10.000            | € 10.000            |
| 7.     | € 1.800      | € 450         | € 50       | € 50            | € 9.000             | € 9.000             |
| 8.     | € 1.600      | € 450         | € 50       | € 40            | € 8.000             | € 8.000             |
| 9.     | € 1.400      | € 400         | € 50       | € 40            | € 7.000             | € 7.000             |
| 10.    | € 1.200      | € 400         | € 50       | € 40            | € 6.000             | € 6.000             |
| 11.    | € 1.000      | € 300         | € 30       | € 30            | € 5.000             | € 5.000             |
| 12.    | € 900        | € 300         | € 30       | € 30            | € 4.000             | € 4.000             |
| 13.    | € 850        | € 250         | € 30       | € 30            | € 3.000             | € 3.000             |
| 14.    | € 800        | € 250         | € 30       | € 30            | € 3.000             | € 3.000             |
| 15.    | € 750        | € 250         | € 30       | € 30            | € 2.000             | € 2.000             |
| 16.    | € 700        | € 200         | € 20       | –               | € 2.000             | € 2.000             |
| 17.    | € 650        | € 200         | € 20       | –               | € 1.000             | € 1.000             |
| 18.    | € 600        | € 200         | € 20       | –               | € 1.000             | € 1.000             |
| 19.    | € 550        | € 200         | € 20       | –               | € 1.000             | € 1.000             |
| 20.    | € 500        | € 200         | € 20       | –               | € 1.000             | € 1.000             |
| 21-30  | € 450        | –             | –          | –               | –                   | –                   |
| 31-40  | € 300        | –             | –          | –               | –                   | –                   |
| Totaal | € 39.500     | € 10.400      | € 1.015    | € 800           | € 155.000           | € 155.000           |

| Rood gearceerde tekst: verhoging prijzengeld t.o.v. voorgaand seizoen |

NB: bij de wereldbeker van Waterloo ontvingen de vrouwen evenveel prijzengeld als de mannen. Dit op initiatief van de hoofdsponsor Trek.
 Waterloo · 
 Jingle Cross · 
 Bern · 
 Tábor · 
 Duinencross · 
 Citadelcross · 
 GP Eric De Vlaeminck · 
 Pontchâteau · 
 GP Adrie van der Poel
Kampioenschappen:  Wereldkampioenschappen ·
 Europese kampioenschappen ·
 Belgische kampioenschappen ·
 Nederlandse kampioenschappen
Klassementen:  Wereldbeker ·
 Superprestige ·
 DVV Verzekeringen/IJsboerke Trofee ·
 EKZ CrossTour ·
 TOI TOI Cup ·
 Coupe de France ·
 New England Series ·
 Copa de España
Overig:  Brico Cross ·
 Soudal Classics
Geen UCI-cat.:  Giro d'Italia Ciclocross
1993-1994 · 1994-1995 · 1995-1996 · 1996-1997 · 1997-1998 · 1998-1999 · 1999-2000 · 2000-2001 · 2001-2002 · 2002-2003 · 2003-2004 · 2004-2005 · 2005-2006 · 2006-2007 · 2007-2008 · 2008-2009 · 2009-2010 · 2010-2011 · 2011-2012 · 2012-2013 · 2013-2014 · 2014-2015 · 2015-2016 · 2016-2017 · 2017-2018 · 2018-2019 · 2019-2020 · 2020-2021 · 2021-2022 · 2022-2023 · 2023-2024 · 2024-2025